# Toplinska kupola
Toplinska kupola meterološki je fenomen koji se sastoji od ekstremne temperature koja nastaje kada atmosfera zarobi vrući zrak kao da je ograničena poklopcem ili kapom. Toplinske kupole nastaju kada jaki atmosferski uvjeti visokoga  tlaka ostanu stacionarni neuobičajeno dugo, sprječavajući konvekciju i padaline i držeći vrući zrak "zarobljenim" unutar regije.
U ustajalim i suhim ljetnim uvjetima nakuplja se masa toplog zraka. Kada područje visokog tlaka gura vrući zrak prema dolje, on se komprimira i postaje još topliji. Visoki tlak djeluje poput poklopca i uzrokuje porast temperature.
Prema američkoj Nacionalnoj upravi za oceane i atmosferu, toplinska kupola je zatvoreno područje u kojem je temperatura viša od okolnih područja, što se događa kada atmosfera drži zrak pod visokim tlakom ljeti. Ovaj se fenomen događa posebno tijekom situacije blokiranja vremenskih uvjeta kada se sustavi polagano kreću od zapada prema istoku i toplina se može akumulirati ispod anticiklone na velikoj nadmorskoj visini zbog fenomena atmosferskog spuštanja i kumulativnog dnevnog zagrijavanja. Suprotan učinak je „gota fría” (hrv. hladna kap).
U Sjevernoj Americi ovaj se fenomen događa kada se jaka područja visokog tlaka kombiniraju s utjecajem El Niña kada nastaju područja zagušljive topline zarobljena pod kapom visokog tlaka. Obično se kupola formira na zapadnoj obali, čineći intenzivan lokalni toplinski val, a zatim se postupno pomiče prema istoku.
Amerika nema ekskluzivnost fenomena koji se također susreće u Sibiru i drugim dijelovima svijeta.